# Sender Bad Orb
Der Sender Bad Orb ist eine Sendeeinrichtung der Deutschen Funkturm auf einer Anhöhe nördlich der Stadt Bad Orb. (Die Sendeanlage des Hessischen Rundfunks steht südlich von Bad Orb und wird gegenwärtig nicht für Rundfunkausstrahlungen verwendet.) Als Antennenträger dient ein freistehender Betonturm. Die Höhe des Bauwerks ist nicht bekannt und dürfte zwischen 40 und 50 Metern liegen.
Ursprünglich plante der Hessische Rundfunk hier einen Füllsender, um den Empfang der Programme im Bereich Bad Orb/Wächtersbach zu verbessern, der bedingt durch die Topographie des Kinzigtals in diesem Bereich problematisch ist. Geplant waren die 89,8 MHz für hr1, die 94,7 MHz für hr2, die 95,9 MHz für hr3 und die 97,0 MHz für hr4 Osthessen. Am 18. Februar 2008 ging die 89,8 MHz schließlich mit dem Programm hr-info on air, die anderen Frequenzen sind weiterhin ungenutzt.

## Frequenzen und Programme

### Analoger Hörfunk (UKW)
| Frequenz (MHz) | Programm | RDS PS   | RDS PI | Regionalisierung | ERP (kW) | Richtcharakteristik rund (ND)/gerichtet (D) | Polarisation horizontal (H)/vertikal (V) |
| -------------- | -------- | -------- | ------ | ---------------- | -------- | ------------------------------------------- | ---------------------------------------- |
| 89,8           | hr-info  | hr-iNFO_ | D367   | –                | 0,32     | D (310–270°)                                | H                                        |

### Analoges Fernsehen (PAL)
Bis zur Umstellung auf DVB-T wurden folgende Programme in analogem PAL gesendet:
| Kanal | Frequenz (MHz) | Programm     | ERP (kW) | Sendediagramm rund (ND)/ gerichtet (D) | Polarisation horizontal (H)/ vertikal (V) |
| ----- | -------------- | ------------ | -------- | -------------------------------------- | ----------------------------------------- |
| 32    | 559,25         | ZDF          | 0,3      | D                                      | H                                         |
| 48    | 687,25         | hr-fernsehen | 0,17     | D                                      | H                                         |